# Parafia Znalezienia Krzyża Świętego w Klonie
Parafia Znalezienia Krzyża Świętego w Klonie – parafia rzymskokatolicka znajdująca się w archidiecezji warmińskiej, w dekanacie Rozogi.